# Jan Vennegoor of Hesselink
Jan Johannes Vennegoor of Hesselink (født 7. november 1978 i Oldenzaal, Holland) er en tidligere hollandsk fodboldspiller, der spillede som angriber. Han nåede i sin karriere som professionel spiller at optræde for klubber som FC Twente og PSV Eindhoven i hjemlandet, Rapid Wien i Østrig, samt Celtic F.C. i Skotland.
Hesselink har med sin målfarlighed været med til at sikre mange titler til sine hold. Han vandt med PSV Eindhoven tre mesterskaber og to pokaltitler, og med Celtic F.C. blev det til to mesterskaber, en FA Cup og en Liga Cup titel.

## Landshold
Hesselink nåede at spille 17 kampe og score 3 mål for Hollands landshold, som han debuterede for den 11. oktober 2000 i et opgør mod Portugal. Han blev af den daværende landstræner Marco van Basten udtaget til den hollandske trup til både VM i 2006 i Tyskland samt EM i 2008 i Østrig og Schweiz.

## Titler
Æresdivisionen
- 2003, 2005 og 2006 med PSV Eindhoven

Hollands pokalturnering
- 2001 og 2005 med PSV Eindhoven

Skotlands Premier League
- 2007 og 2008 med Celtic F.C.

Skotlands FA Cup
- 2007 med Celtic F.C.

Skotlands Liga Cup
- 2009 med Celtic F.C.

- Wikimedia Commons har flere filer relateret til Jan Vennegoor of Hesselink